# Урсала
Урсала́ (тат. Урсалы)  — река в России, протекает по Татарстану. Устье реки находится в 151 км от устья по правому берегу реки Степной Зай. Длина реки составляет 28 км, площадь водосборного бассейна 358 км².

## Притоки
- 5 км: Кама (пр)
- 14 км: Болгар (пр)
- Чатраелга (лв)
- Салкынчишма (лв)

## Данные водного реестра
По данным государственного водного реестра России относится к Камскому бассейновому округу, водохозяйственный участок реки — Кама от Нижнекамского гидроузла и до устья, без реки Вятка, речной подбассейн реки — бассейны притоков Камы до впадения Белой. Речной бассейн реки — Кама.